# Скадиньш, Юрис
Ю́рис Ска́диньш (латыш. Juris Skadiņš) — латвийский футболист, нападающий.

## Карьера
В футбол на высоком уровне Юрис Скадиньш начал играть в рижском «Унионе». Там он играл с 1930 по 1935 год, всё время выступления «Униона» в Высшей лиге Латвии. В начале 1936 года Юрис Скадиньш перешёл в ряды «Ригас Вандерер» (впоследствии «Ригас Вилки»).
После присоединения Латвии к СССР, Юрис Скадиньш начал выступать за рижский «Спартак», который был образован из игроков команд АСК и «Ригас Вилки». В 1942 году, когда вновь восстановили все прежние клубы Латвии, Юрис Скадиньш вернулся в «Ригас Вилки».

## Достижения
- Бронзовый призёр чемпионата Латвии: 1931.
- Обладатель Кубка Риги: 1936.
- Обладатель Кубка Латвии: 1938.